# Brigitte Tegischer
Brigitte Tegischer (* 10. Februar 1960 in Lienz) ist eine österreichische Sozialarbeiterin und ehemalige Politikerin (SPÖ). Tegischer war zwischen 1996 und 1999 Abgeordnete zum Österreichischen Nationalrat. 

## Ausbildung und Beruf
Tegischer besuchte von 1966 bis 1970 die Volksschule und danach ab 1970 ein Gymnasium, bevor sie 1974 an ein musisch-pädagogisches Realgymnasium wechselte und dort 1978 die Matura ablegte. Sie absolvierte in der Folge von 1978 bis 1980 die Sozialakademie und studierte zwischen 1980 und 1984 ein Studium der Pädagogik und Psychologie. 
Tegischer wurde 1985 Leiterin des offenen Jugendzentrums Lienz und ist dessen Obfrau. Sie arbeitete von 1989 bis 1992 zudem als Trainerin beim Berufsförderungsinstitut und übernahm 1992 die sozialpädagogische Leitung im sozialökonomischen Betrieb Schindel & Holz. 

## Politik
Tegischer war ab 1992 Ersatzmitglied des Gemeinderates von Lienz und vertrat die SPÖ vom 15. Jänner 1996 bis zum 28. Oktober 1999 im Nationalrat. Sie war damit die bislang erste SPÖ-Nationalrätin aus dem Bezirk Lienz und hatte die Funktion der Jugendsprecherin des SPÖ-Parlamentsklubs inne. Tegischer stimmte während ihrer Zeit als Nationalrätin auch mit Grünen und Liberalen ab und stellte sich gegen die Annäherung der SPÖ an die FPÖ. Nach dem Ende ihrer politischen Karriere kehrte Tegischer in ihren Beruf als Sozialarbeiterin bei Schindel & Holz zurück.